# Ноахидизам
Ноахидизам је монотеистичка идеологија јудаизма која се заснива на Седам Нојевих заповести и на њиховом тумачењу које најчешће врше ортодоксни рабини. Према јеврејском праву, нејевреји нису у обавези да пређу у јудаизам али се од њих захтева да се придржавају Седам Нојевих заповести. Ако они прихвате и пажљиво испуњавају ове заповести,  онда имају удела у Свету који долази, крајњој награди за све праведнике. Назив за људе који држе ове заповести је Бнеј Ноах (хебрејски: בני נח‎‎) или Нојева деца- Ноахиди. Током претходних декада основане су организације које подржавају овај покрет.
Ноахиди прихватају Танах.